# Sortensvend
Sortensvend er et bundløst hul i Vårby Å nær Næsby ved Stranden. Hullet var mølledam for Pine Mølle, der nævnes 1376, men er nedbrudt inden 1664. Navnet Sortensvend kendes siden 1653, og skyldes sandsynligvis vanddybden. Hullet indgår i flere lokale sagn.